# Aphelandra wendtii
Aphelandra wendtii là một loài thực vật có hoa trong họ Ô rô. Loài này được T.F.Daniel mô tả khoa học đầu tiên năm 1991.